# Josh Homme
Cet article possède des homonymes et des paronymes, voir Homme (homonymie).
Joshua « Josh » Homme est un chanteur, musicien et producteur américain né le 17 mai 1973 à Joshua Tree en Californie. Il fut membre fondateur du groupe de stoner rock Kyuss où il était guitariste. Il est également membre fondateur et leader du groupe de rock Queens of the Stone Age dans lequel il occupe la place de guitariste et chanteur.
Homme est un multi-instrumentiste jouant de la guitare, de la basse, de la batterie et du synthétiseur. Il a cofondé avec Jesse Hughes le groupe Eagles of Death Metal pour lequel il a officié en tant que batteur (remplacé durant les concerts par Joey Castillo, batteur des Queens of the Stone Age). Il continue à jouer occasionnellement de la batterie lors de certains concerts du groupe, cependant, il se penche désormais sur la partie production, étant donné que celui-ci est signé sur son propre label Rekords Rekords.
En 2009, il fonde Them Crooked Vultures avec Dave Grohl (Nirvana, Foo Fighters) à la batterie, John Paul Jones (Led Zeppelin) à la basse et le multi-instrumentiste Alain Johannes (voix, guitare et clavier additionnel pour l'enregistrement mais aussi pour tous leurs concerts). Il anime une émission sur Beats One, la radio d'Apple, tous les jeudis : The Alligator Hour.

## Biographie

### Enfance et Début de carrière

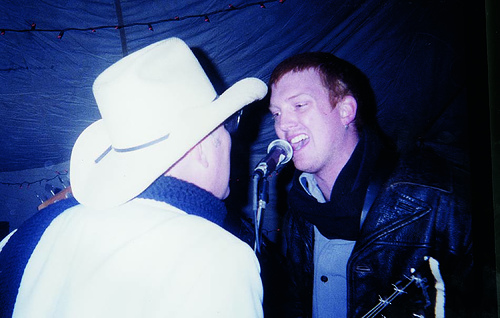
Homme et Dave Catching au Rancho de la Luna

Homme est né à Joshua Tree en Californie et a grandi à Palm Desert, Californie. Il apprend à jouer de la guitare à 9 ans, influencé par des groupes comme Black Flag, Jimi Hendrix, ZZ Top et Led Zeppelin.
Mesurant près de 1,94 m et jouissant d'une grande présence physique, Homme est souvent poussé vers le sport au lycée, mais sa priorité est la musique. Malgré tout, il cite le surf parmi ses loisirs favoris. À l'âge de 14 ans en 1987, Homme crée avec des amis d'école John Garcia, Brant Bjork et Chris Cockrell (qui sera plus tard remplacé par Nick Oliveri) un groupe local de stoner rock appelé Katzenjammer (qui sera renommé en 1989 Sons of Kyuss, leur tout premier album portant le nom de celui-ci pour finalement être abrégé Kyuss). Ils sont respectivement guitariste, chanteur, batteur et bassiste.
Le groupe devient un phénomène et est considéré comme l'un des groupes les plus influents du stoner rock dans les années 1990. Les membres du groupe conduisent alors des heures vers des endroits perdus dans le désert, se branchant sur des générateurs pour jouer. Ces concerts portent le nom de Generator parties (celui-ci étant dû à l'utilisation de groupes électrogènes, servant à alimenter en électricité les instruments et les amplificateurs), et deviennent rapidement des légendes urbaines du rock. En concert avec Kyuss, Homme joue souvent avec ses instruments pour donner un son plus psychédélique. Ainsi, il branche sa guitare sur un vieil ampli de guitare basse (qu'il utilise d'ailleurs toujours pour les concerts des QOTSA mais aussi de Them Crooked Vultures) ou il tourne de deux tons plus bas l'accordage de sa guitare, ajoutant ainsi une ambiance plus lourde. Quand lui et ses compères sont hués lors de concerts, il prend l'habitude de pointer du doigt la personne responsable du chahut et encourage la foule à se battre avec, chose qu'il continue d'ailleurs de faire avec ses groupes actuel (QOTSA, Them Crooked Vultures), ce qui accentue ainsi la popularité du groupe Kyuss.
Kyuss accueille donc un des amis de Homme, Nick Oliveri qui prendra le poste de bassiste, à la suite du départ prématuré de Chris Cockrell. Tous deux se connaissent depuis le lycée. Le groupe sort son premier album Wretch en 1991 sur le label Dali Records. Cependant, les ventes sont faibles malgré la renommée croissante des concerts du groupe.
Leur second album, Blues for the Red Sun, est produit par Chris Goss. Acclamé par la critique, cet album apporte au groupe son statut de groupe culte. Kyuss et notamment Josh Homme profite de leur amitié avec Dave Grohl, batteur alors de Nirvana, pour avoir une place sur la tournée 1993 de Metallica.
Nick Oliveri quitte par la suite le groupe et est remplacé par Scott Reeder. Le groupe signe sur Elektra Records pour sortir Welcome to Sky Valley (1994), album encore une fois salué par la critique. Des problèmes personnels déchirent le groupe et Brant Bjork le quitte après une brève tournée. Il est remplacé par Alfredo Hernández.
En 1995, ils sortent … And the circus leaves town. Mais finalement Kyuss est dissous. La dernière sortie de Kyuss, en 1997, est un split EP contenant 3 chansons de Kyuss et 3 des Queens of the Stone Age.
En 2000, ils sortent une compilation, Muchas Gracias: The Best of Kyuss, contenant des inédits, des faces B et des enregistrements en public.

### Queens of the Stone Age (1997 - présent)

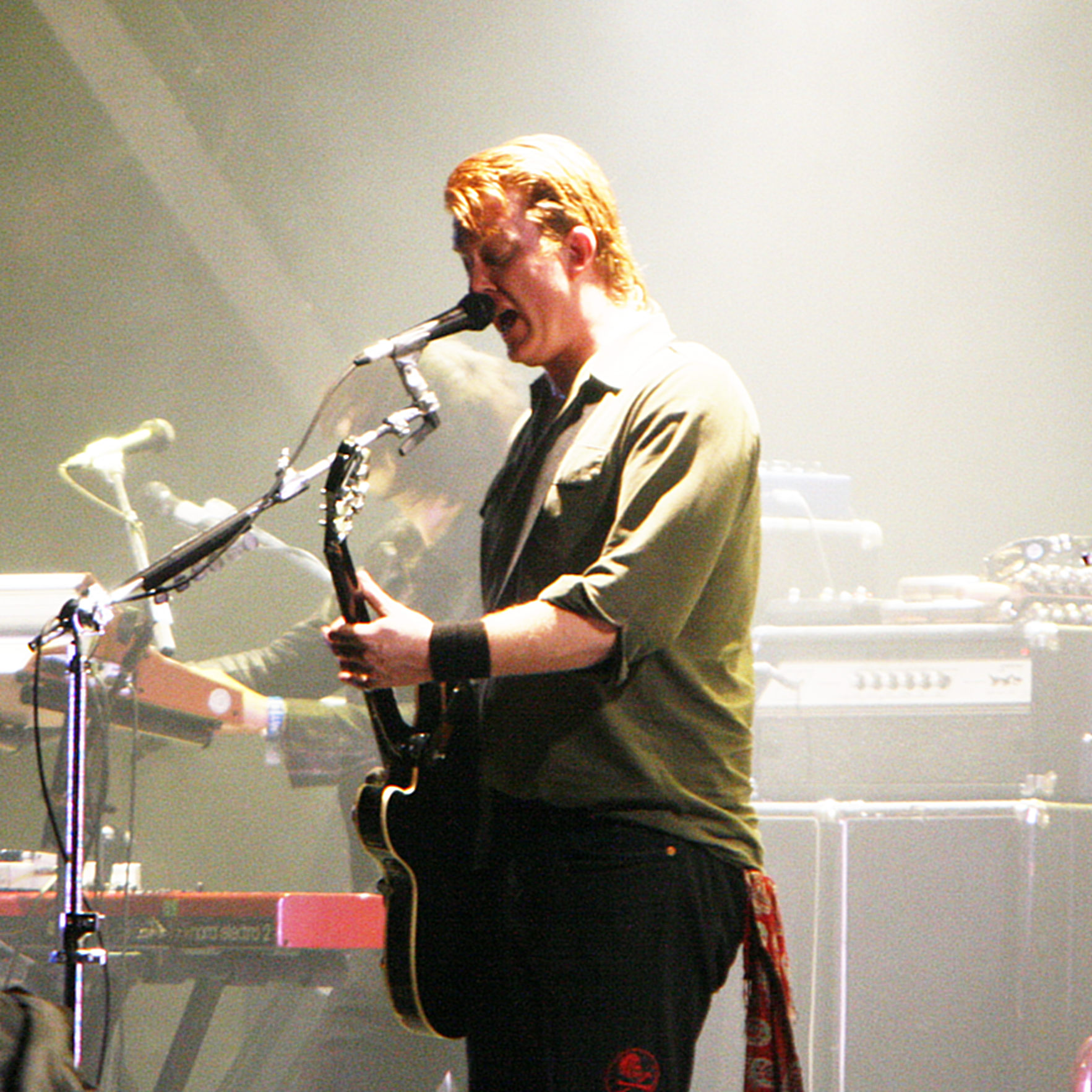
Josh Homme aux Eurockéennes de 2007.

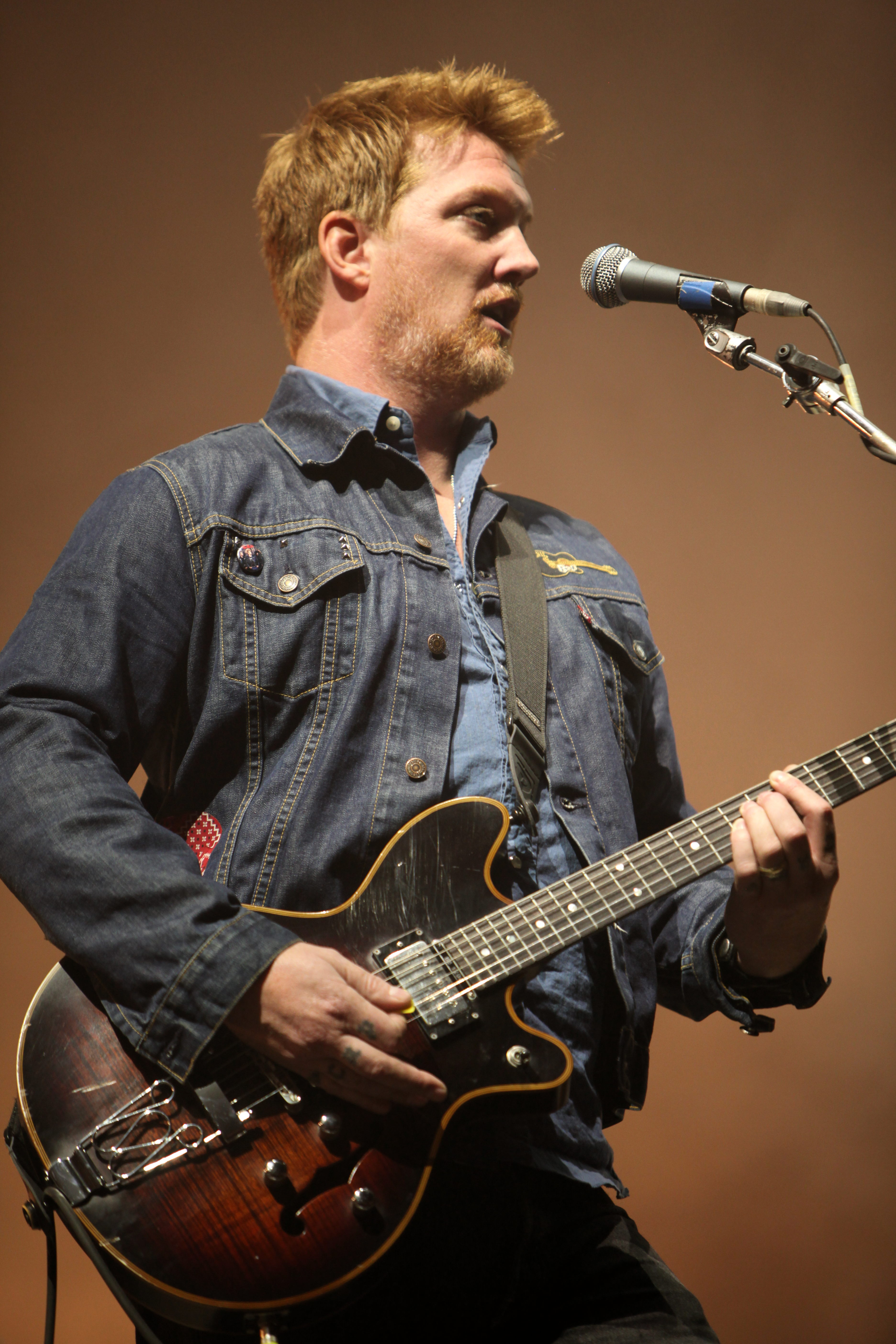
Josh Homme en 2011

Kyuss se sépare en 1995. Josh Homme passe le temps en jouant avec le groupe Screaming Trees en tant que second guitariste. C'est là que lui et Mark Lanegan deviennent amis (Homme le rappellera plus tard pour jouer dans Queens of the Stone Age). Après moins d'un an, Josh Homme quitte le groupe et crée Gamma Ray, qu'il transforme en 1997 en Queens of the Stone Age.
Le nom du groupe est trouvé par Chris Goss, producteur d'alors de Kyuss. De plus, le nom Gamma Ray était déjà utilisé par un groupe qui les menaçait de les poursuivre en justice s'ils ne changeaient pas de nom.
QOTSA réalisent leur premier album en 1998 intitulé sobrement Queens of the Stone Age, après que Homme eut cherché différents chanteurs, pour finalement décider de chanter lui-même. Sur l'album, Homme joue les parties de guitare mais aussi de basse (bien que sur la pochette de l'album soit crédité pour la basse son alter ego Carlo Von Sexron). À la suite de ce premier album, plusieurs EP sortent, mais le vrai successeur est Rated R, dans lequel le groupe propose un son encore plus psychédélique et sombre. On y retrouve plusieurs collaborations, avec des musiciens tous familier à Homme, avec notamment Gene Trautman, Dave Catching, Chris Goss et même Rob Halford du groupe Judas Priest. Par la suite, Nick Oliveri, ex-Kyuss, rejoint son ami Josh Homme à la basse de QOTSA.
Le 3e album, Songs for the Deaf, sort en 2002, et marque alors leur premiers succès commercial (No One Knows (en), Go with the flow) avec une large diffusion sur MTV et à la radio. À noter les participations de Dave Grohl et Mark Lanegan pour ce disque. Grohl assure la batterie en concert jusque fin 2002, avant que Joey Castillo ex-batteur de Danzig le remplace définitivement. De plus, le guitariste de A Perfect Circle, Troy Van Leeuwen, rejoint le groupe en tant que second guitariste. Josh Homme rencontre quelques difficultés avec Nick Oliveri, bassiste du groupe, et finit par le remplacer en 2004 après des rumeurs selon lesquelles Oliveri battait sa femme.
Homme se met à écrire l'album suivant intitulé Lullabies to Paralyze (phrase tirée de Mosquito Song, figurant sur le précédent opus). Il enregistre l'album avec le multi-instrumentiste Alain Johannes, Troy Van Leeuwen et Joey Castillo. L'album sort en 2005 et compte Billy Gibbons des ZZ Top sur la chanson bonus Precious and Grace et Mark Lanegan sur la chanson This Lullaby. Enfin, on note l'apparition sur l'une des chansons de l'album de la femme de Homme Brody Dalle et de la chanteuse de Garbage Shirley Manson. À sa sortie, l'album démarre au cinquième rang des classements américains, un record pour QOTSA. Pour l'imagerie et l'inspiration principale de l'album, Homme explique qu'il s'est beaucoup inspiré des contes des frères Grimm.
En 2007 sort l'album Era Vulgaris. Sont présents en guest sur l'album Billy Gibbons de ZZ Top, Trent Reznor, Julian Casablancas de Strokes et Mark Lanegan. Le groupe accueille pour la tournée suivant la sortie de l'album Michael Schuman à la basse et Dean Fertita au synthétiseur.
Les ventes de Era Vulgaris n'atteignent pas celles des précédents albums.

## Autres projets

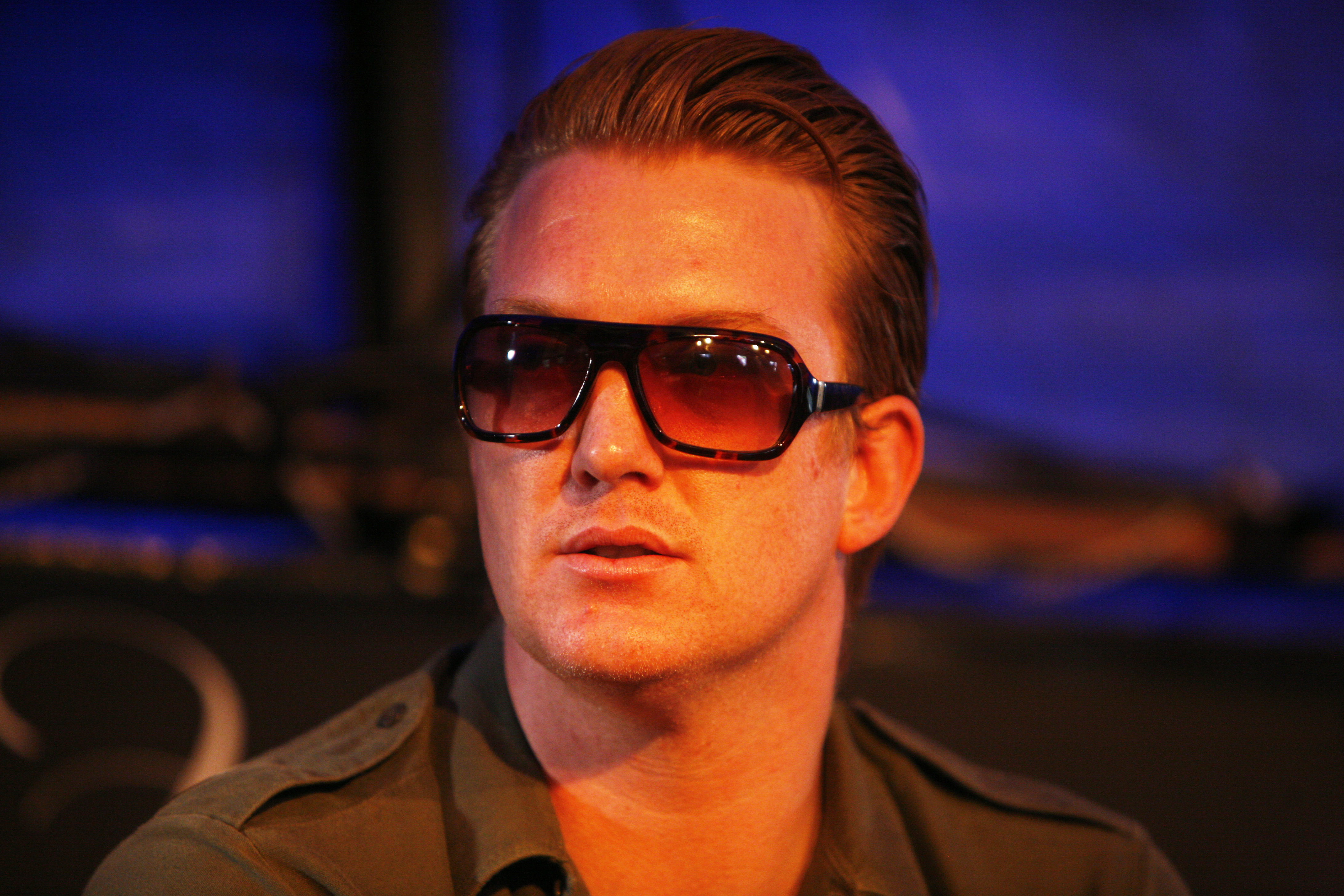
Le chanteur Josh Homme en interview aux Eurockéennes de 2007

Josh Homme crée The Desert Session en 1997, à Rancho De La Luna, un studio d'enregistrement situé à Yucca Valley dans le désert des Mojaves en Californie. Un collectif de musiciens jouant de la musique indéfinissable se réunit ainsi au studio pour faire des bœufs et faire des expérimentations musicales. À partir du volume 7, tous les albums des Desert Sessions sortent sur le label indépendant créé par Homme appelé Rekords Rekords.
L'enregistrement se faisant en fonction du va-et-vient des artistes, on peut noter la participation de Jeordie White, Nick Oliveri, Josh Freese, Chris Goss, PJ Harvey, Alfredo Hernández, Jesse Hughes, Ben Shepherd, Joey Castillo, entre autres. De ces sessions en sont sortis 10 volumes parus entre 1997 et 2003.
Le Rancho De La Luna est un studio d'enregistrement situé dans un ranch d'un quartier privé de Yucca Valley, où sont rassemblés des instruments et des équipements d'enregistrement. L'endroit est tenu par Dave Catching.
Autre projet de Josh Homme, Eagles of Death Metal se forme en 1998 à Palm Desert en Californie et apparaît pour la première fois sur The Desert Sessions. À l'époque, Josh Homme convainc Jesse Hughes de quitter son travail et d'enregistrer ensemble le tout premier album du groupe intitulé Peace, Love, Death Metal. Homme est alors à la batterie et Hughes à la guitare et au chant. Les chansons du groupe sont de plus en plus souvent utilisées pour des publicités.
Le nom Eagles of Death Metal provient d'une boutade lancée par Homme en écoutant le groupe polonais de death metal Vader. À l'écoute du groupe, Homme aurait affirmé : « Ce sont les Eagles du Death Metal » ; il trouve le nom accrocheur et convient avec Hughes que ce sera le nom de leur groupe.
À ce jour, 4 albums du groupe sont sortis, le dernier en date étant Zipper Down. Comme à son habitude, plusieurs membres de l'entourage de Homme participent aux différents albums des EODM ; ainsi, on retrouve sa femme Brody Dalle, le comique et chanteur de Tenacious D Jack Black, Dave Grohl, le batteur de Foo Fighters Taylor Hawkins, l'ancien membre des QOTSA et actuel bassiste de Mondo Generator Nick Oliveri, Mark Lanegan, Troy Van Leeuwen ou encore Alain Johannes en collaboration sur les albums du groupe. Eagles of Death Metal est également signé sur le label de Homme, Rekords Rekords.
Bien que participant à la création de chaque album du groupe, Homme ne participe plus ou peu aux concerts du groupe, à cause de ses nombreux projets parallèles. En concert, on retrouve Joey Castillo (batteur des Queens of the Stone Age) à la batterie, Dave Catching (le propriétaire du Rancho de Luna) à la guitare, Brian O'Connor (bassiste du groupe UNKLE) à la basse et enfin Jesse Hughes à la guitare et au chant.
Enfin en 2009, Homme crée avec son ami de longue date Dave Grohl (à la batterie) et John Paul Jones, l'ancien bassiste de Led Zeppelin, le groupe Them Crooked Vultures. Ils font leurs premiers concerts à Chicago le 9 août 2009 et publient leur premier album éponyme en novembre 2009. Le groupe participe à différents festivals européens pour jouer ses nouveaux morceaux. Ainsi lors du festival Rock en Seine 2009, le groupe fait une dernière apparition surprise sous le nom Les Petits Pois.
Parmi les autres collaborations notables de Josh Homme on trouve Mondo Generator, nouveau groupe de Nick Oliveri, Foo Fighters notamment sur l'album In Your Honor, PJ Harvey, Mark Lanegan Band, Trent Reznor, Masters of Reality, Unkle, Melissa Auf der Maur, Paz Lenchantin, A Perfect Circle, Peaches, The Strokes ou tout récemment à la production des Arctic Monkeys.
Josh Homme participe à l'album hommage du groupe Queen, Killer Queen: A Tribute to Queen, il participe aussi à l'album Blood Mountain de Mastodon où il chante sur « Colony of Birchmen » et où il lit une lettre qu'il a adressée au groupe. Il chante également sur le titre Bargain Healers avec Brody Dalle et Alain Johannes sur le dernier album du groupe Nosfell.
En 2016, il collabore avec Iggy Pop sur l’album Post Pop Depression en compagnie de son compère des Queens of the Stone Age, Dean Fertita et de Matt Helders, batteur des Arctic Monkeys.
Homme est marié avec Brody Dalle, chanteuse et guitariste du défunt groupe punk The Distillers et membre principal du groupe de rock alternatif Spinnerette. Ensemble, ils ont eu une fille, prénommée Camille Harley Joan Homme, en 2006, un garçon en 2011, Orrin Ryder Homme, puis un second garçon en 2016, Wolf Dillon Reece Homme. Ils résident à Palm Springs, Californie. Surnommé le « motard dur à cuir des QOTSA » par le Los Angeles Times, Homme possède une grande collection de motos, dont une Falcon Motorcycles d'après-guerre.
Le nom « Homme » est d'origine norvégienne, prononcé soit « Homme », soit « Hommi ».
Homme a une réputation de « gros cou » ou « grande gueule » notamment due à ses nombreuses altercations sur scène ou avec d'autres personnalités du monde musical.
Josh Homme fait souvent participer son entourage proche dans ses divers groupes ou projets. Par exemple le comique Jack Black, qui est aussi chanteur et guitariste du groupe Tenacious D, apparait sur l'album Lullabies to Paralyze, Homme s'est lié d'amitié avec plusieurs grands noms de la scène rock, notamment le leader des Foo Fighters Dave Grohl. Homme a sollicité l'aide de Grohl pour les parties de batterie sur l'album Songs for the Deaf des Queens of the Stone Age, tous deux participent aussi au projet Them Crooked Vultures, et Josh Homme a collaboré sur l'album In Your Honor des Foo Fighters. L'un des amis proches de Homme est le producteur et fondateur du groupe Masters of Reality, Chris Goss. Ce dernier a produit trois des albums de Kyuss, mais apparait aussi sur tous les albums des Queens of the Stone Age, soit à la production, soit en tant qu'invité. Homme et Goss formèrent un éphémère groupe appelé The Fififf Teeners (ou The 5:15ers), reprenant des morceaux de Masters of Reality et des Queens of the Stone Age.

## Controverse
En 2004, Josh Homme est impliqué dans un affrontement avec le chanteur du groupe punk Dwarves Blag Dahlia (pseudonyme de Paul Cafaro) dans un club de Los Angeles. Josh se moque de lui en lui versant sa bière sur la tête et lui jetant sa bouteille ; il sera condamné à rester à plus de 100 mètres de Dhalia et du club. L'incident serait dû à une phrase d'une des chansons de The Dwarves se moquant de Queens of the Stone Age.
Une autre controverse intervient lorsque Homme répond « le Ozzfest » à un magazine lui demandant quel était son pire job d'été, dénonçant la gratuité du festival et accablant Sharon Osbourne (directrice du festival) qui, selon Homme, cherche toujours à plus s'enrichir. Sharon Osbourne répondit très brutalement à ses propos et se vengea en mettant Nick Oliveri et son groupe Mondo Generator sur la seconde scène du festival.
Au Norvegian Wood festival 2008 à Oslo en Norvège, Homme interpelle un fan qui lui jette une chaussure durant une chanson. Lui relançant la chaussure, Josh insulte le jeune homme de faggot, et s'attire les foudres d'internautes. Il y réagira par une lettre publique, réfutant toute accusation d'homophobie.
Le 9 décembre 2017, lors d'un concert au Great Western Forum de Inglewood, Josh Homme blesse une photographe en lui assénant un coup de pied au visage alors qu'elle réalisait un cliché photographique du Frontman. Il présente peu de temps après ses excuses sur Twitter et Instagram, au travers d'un message et d'une vidéo. Ce même soir, il se mutile légèrement le front sur scène à l'aide d'une lame, laissant son visage couvert de sang, et insulte le groupe Muse qui passe juste après les Queens of the Stone Age.

## Matériel
Josh Homme est toujours resté volontairement évasif sur son équipement, évitant les questions ou y répondant de manière erronée en interview. En 2007, il déclarera : « Je pense être beaucoup attaché au fait d'avoir cherché des années durant un son différent. En partant de ça, pourquoi est-ce que je souhaiterais révéler ce secret ? C'est cette quête qui me fascine, et que je ne voudrais gâcher pour personne […]. Cela ne doit surtout pas être simple. Comme je l'entends, c'est ce travail de recherche qui fait que cela vaut le coup. ».
Il se distingue par son impressionnant panel (environ 35 instruments) et ses choix de guitares relativement atypiques (se démarquant de manière notable des « basiques » tels que Fender ou Gibson), qui recouvrent une large palette de genres initiaux (hard-rock, blues, jazz). Une poignée de modèles sortiront cependant du lot, à savoir :
- Ovation « Ultra GP » : modèle de prédilection des débuts (avec Kyuss) jusqu'en 2004, accordé deux tons en dessous (en Do), il ne s'écoula initialement qu'à quelques centaines d'exemplaires dans le monde durant l'unique année 1984, et est très prisé des collectionneurs[21]. Son premier modèle, noir, sera agrémenté d'un chevalet type "Tune-o-matic" en 1997. Il fera l'acquisition de deux autres, un honey sunburst (en 2000) et cherry burst (2003), qu'il modifiera à chaque fois pour faire passer ses cordes au travers ("string-through body"[22]).
- Maton : la marque qu'il possède en plus grand nombre, dont un modèle signature (BB1200 "JH"), bien que les types "BB" et "MS" en soient les plus représentés. Utilisé en accordages non conventionnels.
- MotorAve "BelAire" : ami de longue date et proche collaborateur de Josh Homme, Alain Johannes fit en 2002 l'acquisition du premier modèle (#10) construit par la marque[23]. Homme commandera le suivant (#11) quelques semaines plus tard et, délaissant quelque peu les Maton, fit de cette guitare son nouveau modèle de prédilection (à commencer par l'enregistrement de "Lullabies to Paralyze")[24]. Il en possède au moins trois à ce jour, les deux dernières ayant été surnommées d'après ses enfants, Ryder et Camille [23]. Cet intérêt contribua grandement à la notoriété de MotorAve, comme le précisera le luthier Mark Fuqua, fondateur et unique constructeur de la marque[25].

### Avec Kyuss
- Ovation "Ultra GP" : modèle rare, possédé en 3 exemplaires. Une de ses premières guitares, qu'il mettra définitivement de côté en 2004 peu avant l'enregistrement de Lullabies to Paralyze.
- B.C. Rich "Mockingbird" : utilisé jusque Blues for the Red Sun (1992)
- Gibson Les Paul;
  - "Goldtop" : cédé à Troy Van Leeuwen
  - "Doublecut" : cédé à Dave Catching
- Gibson SG "Custom"

### Avec les QotSA

#### Guitares électriques
- MotorAve "BelAire" : dernier modèle de prédilection en date, possédé en trois exemplaires
- Maton;
  - "BB1200" : guitare demi-caisse, il possède son modèle signature "JH", ainsi que quatre autres modèles standards (Black, "Betty" Blue, Red Wine, Tobacco sunburst)
  - "MS524" : offert par Maton, couleur Black Sparkle
  - "MS520" : visible dans le clip de No One Knows (en)[26],[19]
  - "MS503", "MS501", "MS526", "Starline"
  - "MS500/12 HC" : modèle 12 cordes co-développé par Josh Homme et Maton
- Teisco "V-2" : modèle de 1968, copie de guitare type Mosrite
- Teisco/Tempo "Conrad" : acquise durant la période "Era Vulgaris"[20], Josh Homme l'utilise pour les interprétations live de Misfit Love[27]
- Echopark; 
  - "La Carne"
  - "El Cuero Custom" : modèle unique crée sur demande en 2013, fait de bois extrêmement anciens et supporté d'un chevalet extrait d'une guitare "Kay" des années '50. El Cuero signifie "corbeau", en référence au crâne d'oiseau en argent incrusté dans la tête[28],[29].
- Fender Telecaster : détonnant quelque peu avec le reste de ses guitares de par sa "popularité", il en possède pourtant de nombreux modèles, dont "FSR Mahogany model" et "Custom Thinline"
- Epiphone;
  - "Dot" : utilisé durant l'enregistrement de "Lullabies to Paralyse", elle marquera un tournant dans le son du groupe, car accordé de manière standard (en mi). Josh Homme l'utilisera surtout durant la tournée qui suivit l'album.
  - "Casino" : modèle vintage
- Ampeg "Dan Armstrong" : modèle en plexiglas transparent, utilisée dans le clip de Sick, Sick, Sick[30]

#### Guitares acoustiques
- Danelectro Convertible - vintage, et combinant une amplification acoustique et électrique
- Guild "Songbird"
- Martin D-28 : plusieurs modèles, dont un "double-pickguard"[31]
- Gibson "J-200", "J-45", "B-45" (modèle 12-cordes)
- Gibson "Chet Atkins SST" : utilisée dans une apparition surprise à un "Best Buy" d'Oklahoma City, en 2007[32]

## Discographie

### Kyuss
| Groupe ou artistes | Album                             | Date de sortie | Participation            |
| ------------------ | --------------------------------- | -------------- | ------------------------ |
| Kyuss              | Sons of Kyuss                     | 1990-04-19     | Guitares                 |
| Kyuss              | Wretch                            | 1991-09-23     | Guitares                 |
| Kyuss              | Blues for the Red Sun             | 1992-06-30     | Guitares et coproduction |
| Kyuss              | Welcome to Sky Valley             | 1994-06-28     | Guitares et coproduction |
| Kyuss              | ...And the Circus Leaves Town     | 1995-07-11     | Guitares et coproduction |
| Kyuss              | Muchas Gracias: The Best of Kyuss | 2000-11-28     | Guitares et coproduction |

### The Desert Sessions
| Groupe ou artistes  | Album           | Date de sortie | Participation                                     |
| ------------------- | --------------- | -------------- | ------------------------------------------------- |
| The Desert Sessions | Volumes 1 & 2   | 1998-02-24     | Chants, guitare, synthétiseur, batterie, et basse |
| The Desert Sessions | Volumes 3 & 4   | 1998-10-27     | Chant et guitare, basse, synthétiseur et piano    |
| The Desert Sessions | Volumes 5 & 6   | 1999-09-14     | Guitares                                          |
| The Desert Sessions | Volumes 7 & 8   | 2001-10-16     | Guitares                                          |
| The Desert Sessions | Volumes 9 & 10  | 2003-09-23     | Chants, guitares, basse, batterie, percussion     |
| The Desert Sessions | Volumes 11 & 12 | 2019 octobre   | Chants, guitares, basse, batterie, percussion     |

### Eagles of Death Metal
| Groupe ou artistes    | Album                    | Date de sortie | Participation                                               |
| --------------------- | ------------------------ | -------------- | ----------------------------------------------------------- |
| Eagles of Death Metal | Peace, Love, Death Metal | 2004-03-23     | Batterie, percussion, basse et production                   |
| Eagles of Death Metal | Death by Sexy...         | 2006-04-11     | Batterie, chant, synthétiseur, basse, guitare et production |
| Eagles of Death Metal | Heart On                 | 2008-10-28     | Batterie, guitares, basse, percussion, chant et production  |
| Eagles of Death Metal | Zipper Down              | 2015-10-02     | Batterie, guitares, basse, percussion, chant et production  |

### Queens of the Stone Age
| Groupe ou artistes      | Album                   | Date de sortie | Participation                                                                |
| ----------------------- | ----------------------- | -------------- | ---------------------------------------------------------------------------- |
| Queens of the Stone Age | Queens of the Stone Age | 1998-09-22     | Chant et guitare, basse, synthétiseur et piano                               |
| Queens of the Stone Age | Rated R                 | 2000-06-06     | Chants, guitare, percussion, batterie, piano, mixage, coproduction           |
| Queens of the Stone Age | Songs for the Deaf      | 2002-08-27     | Chants, guitares et coproduction                                             |
| Queens of the Stone Age | Lullabies to Paralyze   | 2005-03-22     | Chants, guitare, basse, piano, batterie, percussion et coproduction          |
| Queens of the Stone Age | Era Vulgaris            | 2007-06-12     | Chants, guitare, percussion, basse, piano, orgue, percussion et coproduction |
| Queens of the Stone Age | ...Like Clockwork       | 2013-06-03     | Chants, guitare, coproduction et piano                                       |
| Queens of the Stone Age | Villains                | 2017-08-25     | Chants, guitare et coproduction                                              |
| Queens of the Stone Age | In Times New Roman...   | 2023-06-16     | Chants, guitare et coproduction                                              |

### Them Crooked Vultures
| Groupe ou artistes    | Album                 | Date de sortie | Participation                 |
| --------------------- | --------------------- | -------------- | ----------------------------- |
| Them Crooked Vultures | Them Crooked Vultures | 2009-11-25     | Chants, guitare et production |